# 韩侯东岳庙
韩侯东岳庙位于山西省临汾市洪洞县万安镇韩侯村，建于元泰安五年，明清两代曾重修，现存正殿，悬山顶，立于台基之上。正殿存有元代壁画《东岳大帝出巡》。每年三月二十八日东岳大帝诞辰举行盛大的庙会，前后五天，香客达万人以上。2021年8月4日，韩侯东岳庙公布为第六批山西省文物保护单位。